# World Hockey Association 1973-1974
La stagione 1973-1974 è stata la 2ª edizione della World Hockey Association. La stagione regolare iniziò il 6 ottobre 1973 e si concluse il 4 aprile 1974, mentre i playoff dell'Avco World Trophy terminarono il 6 maggio 1974. L'All-Star Game della WHA si disputò a Saint Paul fra una selezione di giocatori delle franchigie del Western Division contro una delle franchigie dell'Eastern Division; la gara fu vinta dalla formazione East per 8-4. Gli Houston Aeros sconfissero i Chicago Cougars nella finale dell'Avco World Trophy per 4-0, conquistando il primo titolo della loro storia.
Rispetto alla stagione precedente i Philadelphia Blazers si trasferirono a Vancouver cambiando il proprio nome in Vancouver Blazers e scambiando il proprio posto nella Eastern Division con i Chicago Cougars. I New York Raiders cambiarono invece il proprio nome in New York Golden Blades per poi trasferirsi a Cherry Hill nel New Jersey diventando i Jersey Knights. Infine gli Ottawa Nationals si spostarono a Toronto e assunsero il nome di Toronto Toros.
Trascorsi due anni dal suo ritiro Gordie Howe accettò la proposta degli Houston Aeros e ritornò a giocare a livello professionistico insieme ai due figli Mark e Marty. Gordie Howe concluse la sua prima stagione con 100 punti in 70 partite, vincendo il titolo come MVP della stagione regolare.

## Squadre partecipanti
- Chicago Cougars
- Cleveland Crusaders
- Edmonton Oilers
- Houston Aeros
- Golden Blades/Knights[1]
- LA Sharks
- Minnesota Fighting Saints
- NE Whalers
- Quebec Nordiques
- Toronto Toros
- Vancouver Blazers
- Winnipeg Jets

## Stagione regolare

### Classifiche
Eastern Division
|  | Pos. | Squadra               | Pt | G  | V  | S  | N | GF  | GS  | DR  |
|  | ---- | --------------------- | -- | -- | -- | -- | - | --- | --- | --- |
|  | 1.   | NE Whalers            | 90 | 78 | 43 | 31 | 4 | 291 | 260 | +31 |
|  | 2.   | Toronto Toros         | 86 | 78 | 41 | 33 | 4 | 304 | 272 | +32 |
|  | 3.   | Cleveland Crusaders   | 83 | 78 | 37 | 32 | 9 | 266 | 264 | +2  |
|  | 4.   | Chicago Cougars       | 81 | 78 | 38 | 35 | 5 | 271 | 273 | -2  |
|  | 5.   | Quebec Nordiques      | 80 | 78 | 38 | 36 | 4 | 306 | 280 | +26 |
|  | 6.   | Golden Blades/Knights | 68 | 78 | 32 | 42 | 4 | 268 | 313 | -45 |

Western Division
|  | Pos. | Squadra                   | Pt  | G  | V  | S  | N | GF  | GS  | DR   |
|  | ---- | ------------------------- | --- | -- | -- | -- | - | --- | --- | ---- |
|  | 1.   | Houston Aeros             | 101 | 78 | 48 | 25 | 5 | 318 | 219 | +99  |
|  | 2.   | Minnesota Fighting Saints | 90  | 78 | 44 | 32 | 2 | 332 | 275 | +57  |
|  | 3.   | Edmonton Oilers           | 79  | 78 | 38 | 37 | 3 | 268 | 269 | -1   |
|  | 4.   | Winnipeg Jets             | 73  | 78 | 34 | 39 | 5 | 264 | 296 | -32  |
|  | 5.   | Vancouver Blazers         | 55  | 78 | 27 | 50 | 1 | 278 | 345 | -67  |
|  | 6.   | LA Sharks                 | 50  | 78 | 25 | 53 | 0 | 239 | 339 | -100 |

Legenda:

      Ammesse ai Playoff
Note:

Due punti a vittoria, un punto a pareggio, zero a sconfitta.

### Statistiche

#### Classifica marcatori
La seguente lista elenca i migliori marcatori al termine della stagione regolare.

| Giocatore      | Squadra                   | PG | G  | A  | Pt  | MP  |
| -------------- | ------------------------- | -- | -- | -- | --- | --- |
| Mike Walton    | Minnesota Fighting Saints | 78 | 57 | 60 | 117 | 88  |
| André Lacroix  | Golden Blades/Knights     | 78 | 31 | 80 | 111 | 14  |
| Gordie Howe    | Houston Aeros             | 70 | 31 | 69 | 100 | 46  |
| Wayne Connelly | Minnesota Fighting Saints | 78 | 42 | 53 | 95  | 16  |
| Bobby Hull     | Winnipeg Jets             | 75 | 53 | 42 | 95  | 37  |
| Wayne Carleton | Toronto Toros             | 78 | 37 | 55 | 92  | 31  |
| Bryan Campbell | Vancouver Blazers         | 76 | 27 | 62 | 89  | 50  |
| Danny Lawson   | Vancouver Blazers         | 78 | 50 | 38 | 88  | 14  |
| Serge Bernier  | Quebec Nordiques          | 74 | 37 | 49 | 86  | 107 |
| Larry Lund     | Houston Aeros             | 75 | 33 | 53 | 86  | 109 |

#### Classifica portieri
La seguente lista elenca i migliori portieri al termine della stagione regolare.

| Giocatore      | Squadra             | PG | Min  | V  | S  | P | GS  | SO | Sv%  | MGS  |
| -------------- | ------------------- | -- | ---- | -- | -- | - | --- | -- | ---- | ---- |
| Don McLeod     | Houston Aeros       | 49 | 2971 | 33 | 13 | 3 | 127 | 3  | .911 | 2.56 |
| Gerry Cheevers | Cleveland Crusaders | 59 | 3562 | 30 | 20 | 6 | 180 | 4  | .906 | 3.03 |
| Al Smith       | NE Whalers          | 55 | 3194 | 30 | 21 | 2 | 164 | 2  | .895 | 3.08 |
| Cam Newton     | Chicago Cougars     | 45 | 2732 | 25 | 18 | 2 | 143 | 1  | .894 | 3.14 |
| Jack Norris    | Edmonton Oilers     | 53 | 2954 | 23 | 24 | 1 | 158 | 2  | .898 | 3.21 |

## Playoff
Per i playoff del 1974 si qualificarono le otto migliori squadre della lega, le prime quattro di ciascuna division. Le otto qualificate disputarono i playoff seguendo un tabellone che portò in finale le due vincitrici dei playoff di Division. Tutti i turni si giocarono al meglio delle sette sfide con il formato 2-2-1-1-1: la squadra migliore in stagione regolare avrebbe disputato in casa Gara-1 e 2, (se necessario anche Gara-5 e 7), mentre quella posizionata peggio avrebbe giocato nel proprio palazzetto Gara-3 e 4 (se necessario anche Gara-6).
|  | Quarti di finale | Quarti di finale    | Quarti di finale          |               |                       | Semifinali      | Semifinali | Semifinali |  |  | Avco World Trophy | Avco World Trophy | Avco World Trophy |
|  |                  |                     |                           |               |                       |                 |            |            |  |  |                   |                   |                   |
|  | E1               | New England Whalers | 3                         |               |                       |                 |            |            |  |  |                   |                   |                   |
|  | E4               | Chicago Cougars     | 4                         |               |                       |                 |            |            |  |  |                   |                   |                   |
|  | E4               | Chicago Cougars     | 4                         |               | E4                    | Chicago Cougars | 4          |            |  |  |                   |                   |                   |
|  |                  |                     |                           |               | E4                    | Chicago Cougars | 4          |            |  |  |                   |                   |                   |
|  |                  | E2                  | Toronto Toros             | 3             |                       |                 |            |            |  |  |                   |                   |                   |
|  | E2               | E2                  | Toronto Toros             | 3             | Toronto Toros         | 4               |            |            |  |  |                   |                   |                   |
|  | E2               |                     |                           |               | Toronto Toros         | 4               |            |            |  |  |                   |                   |                   |
|  | E3               | Cleveland Crusaders | 1                         |               |                       |                 |            |            |  |  |                   |                   |                   |
|  |                  |                     |                           |               |                       |                 |            |            |  |  | E4                | Chicago Cougars   | 0                 |
|  |                  |                     | W1                        | Houston Aeros | 4                     |                 |            |            |  |  |                   |                   |                   |
|  | W1               | Houston Aeros       | 4                         |               |                       |                 |            |            |  |  |                   |                   |                   |
|  | W4               | Winnipeg Jets       | 0                         |               |                       |                 |            |            |  |  |                   |                   |                   |
|  | W4               | Winnipeg Jets       | 0                         |               | W1                    | Houston Aeros   | 4          |            |  |  |                   |                   |                   |
|  |                  |                     |                           |               | W1                    | Houston Aeros   | 4          |            |  |  |                   |                   |                   |
|  |                  | W2                  | Minnesota Fighting Saints | 2             |                       |                 |            |            |  |  |                   |                   |                   |
|  | W2               | W2                  | Minnesota Fighting Saints | 2             | Minn. Fighting Saints | 4               |            |            |  |  |                   |                   |                   |
|  | W2               |                     |                           |               | Minn. Fighting Saints | 4               |            |            |  |  |                   |                   |                   |
|  | W3               | Edmonton Oilers     | 1                         |               |                       |                 |            |            |  |  |                   |                   |                   |

### Quarti di finale
| Squadra 1                 | Totale | Squadra 2           | Gara 1 | Gara 2    | Gara 3 | Gara 4    | Gara 5 | Gara 6 | Gara 7 |
| ------------------------- | ------ | ------------------- | ------ | --------- | ------ | --------- | ------ | ------ | ------ |
| NE Whalers                | 3 - 4  | Chicago Cougars     | 6 - 4  | 4 - 3 dts | 6 - 8  | 1 - 2 dts | 2 - 4  | 2 - 0  | 2 - 3  |
| Toronto Toros             | 4 - 1  | Cleveland Crusaders | 4 - 0  | 4 - 3     | 4 - 3  | 2 - 3 dts | 4 - 1  |        |        |
| Houston Aeros             | 4 - 0  | Winnipeg Jets       | 5 - 2  | 3 - 2     | 10 - 1 | 5 - 4     |        |        |        |
| Minnesota Fighting Saints | 4 - 1  | Edmonton Oilers     | 2 - 1  | 8 - 5     | 6 - 2  | 1 - 2     | 5 - 4  |        |        |

### Semifinale
| Squadra 1     | Totale | Squadra 2                 | Gara 1    | Gara 2 | Gara 3 | Gara 4 | Gara 5 | Gara 6 | Gara 7 |
| ------------- | ------ | ------------------------- | --------- | ------ | ------ | ------ | ------ | ------ | ------ |
| Toronto Toros | 3 - 4  | Chicago Cougars           | 6 - 4     | 3 - 4  | 2 - 3  | 7 - 6  | 5 - 3  | 9 - 2  | 2 - 5  |
| Houston Aeros | 4 - 2  | Minnesota Fighting Saints | 4 - 5 dts | 5 - 2  | 1 - 4  | 4 - 1  | 9 - 4  | 3 - 1  |        |

### Avco World Trophy
La finale dell'Avco World Trophy 1974 è stata una serie al meglio delle sette gare che ha determinato il campione della World Hockey Association per la stagione 1973-74. Gli Houston Aeros hanno sconfitto i Chicago Cougars in quattro partite e si sono aggiudicati il primo Avco World Trophy della loro storia.
| Squadra 1     | Totale | Squadra 2       | Gara 1 | Gara 2 | Gara 3 | Gara 4 | Gara 5 | Gara 6 | Gara 7 |
| ------------- | ------ | --------------- | ------ | ------ | ------ | ------ | ------ | ------ | ------ |
| Houston Aeros | 4 - 0  | Chicago Cougars | 3 - 2  | 6 - 1  | 7 - 4  | 6 - 2  |        |        |        |

| Vincitori della WHA 1973-74 Houston Aeros | Portieri: Ron Grahame, Don McLeod, Wayne Rutledge Difensori: Larry Hale, Mark Howe, Marty Howe, Gord Kannegiesser, Dunc McCallum, Poul Popiel, Bill Prentice, John Schella Attaccanti: Don Grierson, Murray Hall, André Hinse, Gordie Howe, Frank Hughes, Gord Labossiere, Larry Lund, Jim Sherrit, Jack Stanfield, Joe Szura, Ted Taylor (C), Gary Williamson Staff Tecnico: Bill Dineen (Allenatore) |

## Premi WHA
- Avco World Trophy: Houston Aeros
- Ben Hatskin Trophy: Don McLeod, (Houston Aeros)
- Bill Hunter Trophy: Mike Walton, (Minnesota Fighting Saints)
- Dennis A. Murphy Trophy: Pat Stapleton, (Chicago Cougars)
- Gary L. Davidson Award: Gordie Howe, (Houston Aeros)
- Howard Baldwin Trophy: Hinky Harris, (Toronto Toros)
- Lou Kaplan Trophy: Mark Howe, (Houston Aeros)
- Paul Deneau Trophy: Ralph Backstrom, (Chicago Cougars)

### WHA All-Star Team
First All-Star Team
- Attaccanti: Bobby Hull • André Lacroix • Gordie Howe
- Difensori: Pat Stapleton • Paul Shmyr
- Portiere: Don McLeod

Second All-Star Team
- Attaccanti: Mark Howe • Wayne Carleton • Mike Walton
- Difensori: Al Hamilton • Jean-Claude Tremblay
- Portiere: Gerry Cheevers